# Bergljót Árnadóttir
Bergljót Árnadóttir, född 20 december 1949 i Reykjavik, är en isländsk-svensk skådespelare.

## Biografi
Bergljót kom till Sverige med sin familj då hon var sex år gammal. Hon utbildade sig först vid Skara Skolscen och därefter vid Scenskolan i Stockholm 1971-1974. Efter utbildningen har hon varit engagerad vid bland annat Skånska Teatern, Riksteaterns ensemble i Örebro (1974-1975) och Stockholms Stadsteater. Hon har även turnerat med Riksteatern under många år.
Hon har även varit verksam som skådespelare i TV och på film. Debuten skedde i Carl-Johan Seths och Hans Dahlbergs Om 7 flickor (1973). Andra betydande roller är som strulig tonåring i Slödder (1980) och som restaurangägaren Alice i TV-serien Skilda världar (1999-2002). Hennes mörka och allvarliga utseende har gjort att hon ofta fått gestalta hemlighetsfulla kvinnor med pondus.
Förutom skådespelare har  Bergljòt Árnadóttir varit verksam som pjäsförfattare. Debuten skedde med 2002 års Massaker.

## Filmografi
- 1973 – Om 7 flickor
- 1974 – Engeln (TV-serie)
- 1978 – Urcellen Ellen (TV-serie)
- 1984 – Fröken Smith - den elakaste häxan i världen (TV-serie)
- 1988 – Sommarens tolv månader
- 1989 – Den döende dandyn
- 1990 – Den fjärde och femte kvinnan
- 1992 – Första kärleken (TV-serie)
- 1993 – Den gråtande ministern (TV-serie)
- 1994 – Tre kronor (TV-serie)
- 1994 – Sommarmord
- 1994 – - anropar Katrin (kortfilm)
- 1995 – Majken (TV-serie)
- 1996 – Harry & Sonja
- 1996 – Skilda världar (TV-serie) (även 1999-2002)
- 1997 – Emma åklagare (TV-serie)
- 1997 – Snoken (TV-serie)
- 1997 – Beck – Lockpojken
- 1998 – Kvinnan i det låsta rummet (TV-serie)
- 1998 – Veranda för en tenor
- 1998 – Under solen
- 1998 – OP7 (TV-serie)
- 1999 – Magnetisörens femte vinter
- 1999 – Ett litet rött paket (TV-serie)
- 2001 – Bekännelsen
- 2003 – Jag reder mig nog (kortfilm)
- 2005 – Lovisa och Carl Michael
- 2006 – AK3 (TV-serie)
- 2007 – Höök (TV-serie)
- 2007 – Bror och syster (TV-serie)
- 2007 – August (TV-serie)
- 2008 – Livet i Fagervik (TV-serie)
- 2008 – Oskyldigt dömd (TV-serie)

## Teater

### Roller (ej komplett)
| År   | Roll            | Produktion                                                                     | Regi                       | Teater                                |
| ---- | --------------- | ------------------------------------------------------------------------------ | -------------------------- | ------------------------------------- |
| 1975 | Häxa 2          | Macbeth William Shakespeare                                                    | Claes Lundberg             | Örebroensemblen                       |
| 1979 | Senapskorn      | En midsommarnattsdröm (A Midsummer Night's Dream) William Shakespeare          | Göran O. Eriksson          | Stockholms stadsteater                |
| 1984 | Kristina        | Mäster Olof August Strindberg                                                  | Ritva Holmberg             | Riksteatern                           |
| 1988 | Lisbeth         | I lodjurets timma Per Olov Enquist                                             | Lennart Kollberg           | Riksteatern                           |
| 1997 | Dam Popo Martin | Feta män i kjol (Fat Men in Skirts) Nicky Silver                               | Jan Nielsen                | Helsingborgs stadsteater              |
| 2001 | Martha          | Vem är rädd för Virginia Woolf? (Who's Afraid of Virginia Woolf?) Edward Albee | Christian Tomner           | Helsingborgs stadsteater              |
| 2003 | Fru Jepantjina  | Idioten (Идиот, Idiót) Fjodor Dostojevskij                                     | Alexander Mørk-Eidem       | Stockholms stadsteater                |
| 2004 | Ester           | Din stund på jorden Vilhelm Moberg                                             | Leif Stinnerbom            | Stockholms stadsteater                |
| 2006 | Rie             | Pietà Astrid Saalbach                                                          | Sara Cronberg              | Stockholms stadsteater                |
| 2008 | Gronja          | Lögn i helvete (The Lying Kind) Anthony Neilson                                | Lars Amble                 | Vasateatern flyttad till Chinateatern |
| 2011 | Hannah Pitt     | Angels in America Tony Kushner                                                 | Eva Dahlman (skådespelare) | Stockholms stadsteater                |
| 2011 | Diana           | Vänner (Absent Friends) Alan Ayckbourn                                         | Sissela Kyle               | Stockholms stadsteater                |

### Fotnoter
1. 1 2 3 4  ”Bergljót Árnadóttir”. Svensk Filmdatabas. http://www.sfi.se/sv/svensk-filmdatabas/Item/?type=PERSON&itemid=70069&ref=%2ftemplates%2fSwedishFilmSearchResult.aspx%3fid%3d1225%26epslanguage%3dsv%26searchword%3dBerglj%C3%B3t+%C3%81rnad%C3%B3ttir%26type%3dPerson%26match%3dBegin%26page%3d1%26prom%3dFalse. Läst 24 september 2012.
2. ↑  Leif Zern (12 september 1975). ”Ohyggligt spännande 'Macbeth'”. Dagens Nyheter:  s. 19. https://arkivet.dn.se/tidning/1975-09-12/247/19. Läst 20 januari 2022.
3. ↑  Bengt Jahnsson (25 april 1984). ”'Mäster Olof': Ett trumfkort för Riksteatern”. Dagens Nyheter:  s. 26. https://arkivet.dn.se/tidning/1984-04-25/112/26. Läst 4 februari 2022.
4. ↑  Lars Ring (16 november 1988). ”Lyriskt om en tid som flytt”. Svenska Dagbladet:  s. 17. https://tidningar.kb.se/1767385/1988-11-16/edition/0/part/1/page/17/. Läst 4 maj 2020.
5. ↑  ”Lögn i helvete”. Chinateatern. Arkiverad från originalet den 29 juni 2017. https://web.archive.org/web/20170629215518/http://www.chinateatern.se/show/logn-i-helvete/. Läst 3 september 2015.